# Ульянково (Тверская область)
Улья́нково — деревня в Ржевском районе Тверской области России, входящая в сельское поселение Медведево, до 2006 года входила в состав Курьяновского сельского округа.
Находится в 18 километрах к югу от города Ржев.
В деревне расположен дом престарелых.